# Chiesa di Santa Maria (Cantù)
La chiesa di Santa Maria è un luogo di culto cattolico di Cantù.

## Storia
Eretta fra il 1665 e gli anni '80 del Seicento, la chiesa di Santa Maria fu costruita nel contesto di un monastero femminile benedettino, istituito nel 1093 da Alberto da Prezzate e riedificato nel 1690.
Dal XIII secolo in poi, il convento fu frequentato da giovani appartenenti alle ricche famiglie di Cantù e alla nobiltà comasca e milanese, che con il loro sostegno economico garantirono un periodo di prosperità al monastero. Nei secoli XVII e XVIII, in particolare, la protezione delle famiglie nobiliari e il possedimento di estesi beni fondiari garantirono i proventi per la realizzazione della nuova chiesa, finalizzata a sostituire quella più antica che era già ristrutturata ai tempi dell'arcivescovo Carlo Borromeo. La chiesa, progettata dall'architetto Gerolamo Quadrio, fu infatti eretta su un preesistente edificio religioso in stile romanico, probabilmente a tre navate, databile agli inizi del Basso Medioevo. Alla morte di Gerolamo, avvenuta nel 1679, la direzione dei lavori passò al figlio Giovanni Battista Quadrio, autore del un portale in pietra che, all'interno della facciata in mattoni rimasta incompiuta, è sovrastato da una conchiglia dalla quale si diramano due ghirlande. La pianta ottagonale è caratterizzata dall'alternarsi di pareti dritte e curvilinee, che con il presbiterio, il vano di ingresso e i due altari laterali, creano la forma di una croce.
Sul finire del Settecento, la soppressione degli ordini religiosi decretata da Napoleone Bonaparte con effetto anche sulla Repubblica Cisalpina comportò tuttavia la fine del convento (1798). Il monastero, comprensivo di un chiostro principale più antico e di un altro aggiunto in seguito alla costruzione della chiesa stessa, fu infatti trasformato in una caserma. La chiesa rimase chiusa al culto fino al 1839, cosicché buona parte gli arredi andò perduta. Dopo esser stato acquistato dal Comune agl'inizi del XX secolo, l'ex-monastero divenne dapprima una scuola e in seguito, agli inizi del III millennio, fu convertito nella sede del Municipio.

## Descrizione
La chiesa è impostata su una pianta centrale ottagonale realizzata attraverso l'alternanza di pareti dritte e curvilinee che, in combinazione con il presbiterio, l'ingresso e i due altari laterali, vanno a formare una croce. Un'imponente cupola sormontata da un tiburio conclude l'edificio.
All'interno della chiesa, otto colonne isolate sostengono il tiburio cilindrico e delimitano gli spazi della cappella maggiore e ai due altari laterali che un tempo erano dedicati alla Vergine deipara (quello verso oriente) e a san Benedetto (quello verso occidente). La chiesa ospita una grande pala d'altare realizzata da Grazio Cossali (1596), proveniente dalla distrutta chiesa domenicana di San Giovanni in Pedemonte di Como e raffigurante la Vergine con il Bambino e i Santi Giacinto, il vescovo di Como Adalberto, due frati domenicani e due offerenti. L'opera è incorniciata da diciotto episodi della vita del domenicano Giacinto Odrovaz, alla cui canonizzazione del 1594 e alla traslazione delle reliquie del vescovo comasco Adalberto in San Giovanni in Pedemonte nel 1590 si deve l'esecuzione della pala. Come attestato dalla data riportata sulla parete anteriore del tamburo, nel 1680 i lavori di costruzione della chiesa erano già a buon punto. Tre iscrizioni ricordano il trasferimento, nel 1690, delle ossa della priora Agnese "de Burgundi", colei che per prima fu scelta da Alberto da Prezzate come priora del monastero e, allo stesso tempo, colei alla quale la tradizione attribuisce l'introduzione, a Cantù, di quel merletto che dalla città prende il nome.